# Maury (Né)
Die Maury ist ein Fluss in Frankreich, der im Département Charente in der Region Nouvelle-Aquitaine verläuft. Sie entspringt an der Gemeindegrenze von Châtignac und Brossac, entwässert zunächst in nordwestlicher Richtung, dreht dann auf Nord und mündet nach insgesamt rund 24 Kilometern im Gemeindegebiet von Ladiville als linker Nebenfluss in den Né.

## Orte am Fluss
(in Fließreihenfolge)
- Berneuil
- Brie-sous-Barbezieux
- Saint-Aulais-la-Chapelle
- Ladiville